# Kovácsszénája, Baranya
Kovácsszénája este un sat în districtul Pécs, județul Baranya, Ungaria, având o populație de 73 de locuitori (2011). 

## Demografie
Componența etnică a satului Kovácsszénája
     Maghiari (85,96%)
     Romi (7,02%)
     Germani (7,02%)
Componența confesională a satului Kovácsszénája
     Romano-catolici (45,21%)
     Fără religie (16,44%)
     Luterani (4,11%)
     Necunoscută (34,25%)
Conform recensământului din 2011, satul Kovácsszénája avea 73 de locuitori. Din punct de vedere etnic, majoritatea locuitorilor (85,96%) erau maghiari, existând și minorități de germani (7,02%) și romi (7,02%). Nu există o religie majoritară, locuitorii fiind romano-catolici (45,21%), persoane fără religie (16,44%) și luterani (4,11%). Pentru 34,25% din locuitori nu este cunoscută apartenența confesională.